# Łęka Siedlecka
Łęka Siedlecka – wieś w Polsce położona w województwie małopolskim, w powiecie tarnowskim, w gminie Radłów. W latach 1975–1998 miejscowość administracyjnie należała do województwa tarnowskiego.

## Położenie
Łęka Siedlecka znajduje się na nizinie nad lewym brzegiem Dunajca. Pod względem geograficznym teren ten zaliczany jest do Podgórza Bocheńskiego na Kotlinie Sandomierskiej.

## Zabytki
Obiekt wpisany do rejestru zabytków nieruchomych województwa małopolskiego.
- Cmentarz wojenny nr 210 – Łęka Siedlecka